# 万安県 (遼寧省)
万安県（まんあん-けん）は中華人民共和国遼寧省にかつて存在した県。現在の鉄嶺市昌図県北西部に相当する。
遼代に設置された。聖宗の時代に廃止されている。